# Neerwaartse spiraal (economie)
Een neerwaartse spiraal in de economie is een vicieuze cirkel van verschillende economische (positieve) terugkoppelingsfactoren die leiden tot een laagconjunctuur. 
Het is vaak erg moeilijk om hier als nationale economie weer uit te komen, hoewel de Keynesianen wel bepaalde maatregelen bepleiten die dit bevorderen of de negatieve gevolgen verzachten. Dit kan renteverlaging zijn, of een verhoging van de overheidsbestedingen, of belastingverlaging. De klassieke leer schrijft echter een laissez-faire voor: de economie heeft een groot regenererend vermogen. Een groot gevaar van maatregelen is bovendien dat men in werkelijkheid niet precies kan bepalen of de neerwaartse spiraal nog aan de gang is, of al is geëindigd. In dit laatste geval leiden maatregelen ertoe dat een reeds groeiende economie onnodig gestimuleerd wordt en zal oververhitten.
Bestedingen, investeringen en productie zijn de drie factoren die elkaar versterken. Hogere investeringen(en lonen) leidt tot nog hogere productie wat weer leidt tot nog hogere vraag en bestedingen. Dit is de loon-prijsspiraal. 
Een neerwaartse spiraal is het tegengestelde van een loon-prijsspiraal, en ontstaat vaak door een overspanning van de economie en de daaraan gepaarde bestedingsinflatie, of door marktverzadiging. Een van de factoren in de loon-prijsspiraal zal krimpen. Vaak zijn dit investeringen: de inflatie maakt ze te duur of de bedrijven merken dat de markt verzadigd raakt. De productie en bestedingen zullen teruglopen, en de consumenten, waarvan er steeds meer werkloos zijn of met lagere lonen genoegen moeten nemen, houden de hand op de knip. Dit beïnvloedt de bedrijfsresultaten van bedrijven weer, waardoor zij nog minder investeren, en zo gaat het door. In een aantal gevallen zullen aandelenkoersen stagneren of krimpen, wat zich in 1929, 1988 en 2001-02 voordeed. In de extreemste gevallen ontstaat een recessie of depressie.
In veel gevallen zullen maatregelen van de regering of andere factoren (lage lonen bevorderen buitenlandse investeringen, of de export neemt toe) ervoor zorgen dat een land weer uit de negatieve spiraal komt, en deze omslaat in een (positieve) loon-prijsspiraal.